# Kiyose
Kiyose (清瀬市, Kiyose-shi) est une ville de la métropole de Tokyo, au Japon.

## Géographie

### Localisation
Kiyose se trouve dans le centre nord de la métropole de Tokyo, à environ 15 km de l'extrémité nord-est du plateau de Musashino.

### Municipalités limitrophes
| Tokorozawa      | Tokorozawa    | Niiza |
| Tokorozawa      | Kiyose        | Niiza |
| Higashimurayama | Higashikurume | Niiza |

### Démographie
Au 1er décembre 2024, la population de la ville de Kiyose était de 74 995 habitants, répartis une superficie de 10,23 km2.

## Histoire
Le village de Kiyose a été créé le 1er avril 1889 dans le district de Kitatama de la préfecture de  Kanagawa. En 1893, le district Kitatama est transféré à la préfecture de Tokyo.
En 1954, Kiyose est élevé au rang de bourg, puis de ville le 1er octobre 1970.

## Transports
La ville est desservie par la ligne Seibu Ikebukuro à la gare de Kiyose.

## Symboles municipaux
Les symboles de Kiyose sont le zelkova, l'azalée et la pie-bleue à calotte noire.